# Александар Волков (космонаут)
Александар Александрович Волков (укр. Олександр Олександрович Волков; рус. Алекса́ндр Алекса́ндрович Во́лков) је пензионисани совјетски космонаут украјинског порекла.
Са 13 година гледао је први лет у свемир Јурија Гагрина, који га је инспирисао да и сам постане космонаут. Придружио се совјетском свемирском програму и постоа тест пилот у совјетском ваздухопловству, пре него што је тај циљ и остварио.
У свемир је летео у три наврата. Први пут летео је 1985. на свемирску станицу Саљут 7 (у орбити је провео 64 дана), а затим два пута на свемирску станицу Мир – 1988/1989. (151 дан) и 1991/1992. (175 дана). На станици Мир, између осталих задужења, констролисао је пристајање свих летелица са станицом.
Совјетски савез распао се 1991. године док је Волков други пут боравио на станици Мир. У то време на станици је боравио са колегом Сергејем Крикаљовим, а обојица космонаута су проглашени за „последње становнике Совјетског савеза“. У свемир су полетели као држављани СССР-а, а по слетању су постали држављани Русије.
Био је командант тима за обуку у центру за обуку космонаута од јануара 1991. до августа 1998. године. У овој институцији његов задатак је био да припреми руске космонауте и астронауте агенције НАСА и других западних свемирских агенција за летове на станицу Мир и касније на Међународну свемирску станицу.
Александар Волков је отац космонаута Сергеја Волкова, који је постао први космонаут друге генерације (отац и син су летели у свемир) када је полетео у орбиту 8. априла 2008. године летелицом Сојуз TMA-12. Горе десно је фотографија на којој су Александар Волков (десно) и његов син Сергеј (лево), 2013. године.

## Спољашњи везе
- Биографија на сајту